# 日本信号
日本信号株式会社（にっぽんしんごう（又は「にほんしんごう」とも読む）、英: Nippon Signal Company,Limited）は、東京都千代田区丸の内に本社を置く、信号機・自動改札機等の製造を行うメーカーである。東京証券取引所プライム市場上場。新聞の株式欄では「信号」と表記。「日信（にっしん）」「NS」とも呼ばれる。

## 概要
もともとは、イギリスで鉄道信号の技術を学んだ三村周が、日本で信号機製造業を始めるために1898年（明治31年）に設立した三村工場が前身である。世界恐慌に際して生き残りを図るために、同業の塩田工場、鉄道信号を合併して1928年（昭和3年）12月27日に日本信号が設立された。当初は、3社を合わせて330人いた社員を80人に削減するという厳しい出発であった。
第二次世界大戦後は鉄道の技術の進歩に合わせて、東海道新幹線向けに車上信号方式の自動列車制御装置 (ATC) を開発して納入するとともに、鉄道信号以外の分野へも進出した。1966年（昭和41年）にアメリカ合衆国のメーカーと技術提携を行い、1968年（昭和43年）に自動改札機の生産を始めている。また道路の信号機や交通情報管制システム、駐車場管理システムなども手がけている。

## 沿革
- 1928年（昭和3年）12月 - 信号機の製造販売を目的とし、三村工場、鉄道信号株式会社、塩田工場の3社を合併して設立。
- 1949年（昭和24年）5月 - 東京証券取引所に上場。
- 1961年（昭和36年）10月 - 大阪証券取引所に上場。
- 2001年（平成13年）6月 - 本社をサンシャイン60（東京都豊島区）に移転。
- 2007年（平成19年）5月 - 本社を現在の新丸の内ビルディングに移転。
- 2016年（平成28年）8月 - 西日本旅客鉄道（JR西日本）と資本業務提携契約を締結[6]。

## 主な製品
- 列車運行管理システム（TTC・PTC・PRC）
- 列車集中制御装置（CTC）
- 連動装置（電子連動装置・継電連動装置）
- 自動列車停止装置（ATS）
- 自動列車制御装置（ATC）
- 自動列車運転装置（ATO）
- 自動改札機・自動券売機・自動精算機等の駅務関連機器
- 踏切遮断機
- 電気転轍機（てんてつき）
- 鉄道用LED式信号機
- 踏切障害物検知装置
- 各種案内表示システム（LED式・フラップ式）
- 交通管制システム
- 交通信号制御機
- パーキングメータ
- 車両感知器
- 道路情報掲示板
- データ集計機
- 信号灯器（光る部分の機械を灯器という）
- 交通情報システム
- パークロックシステム
- NS-RFID
- ECO SCAN

## 事業所

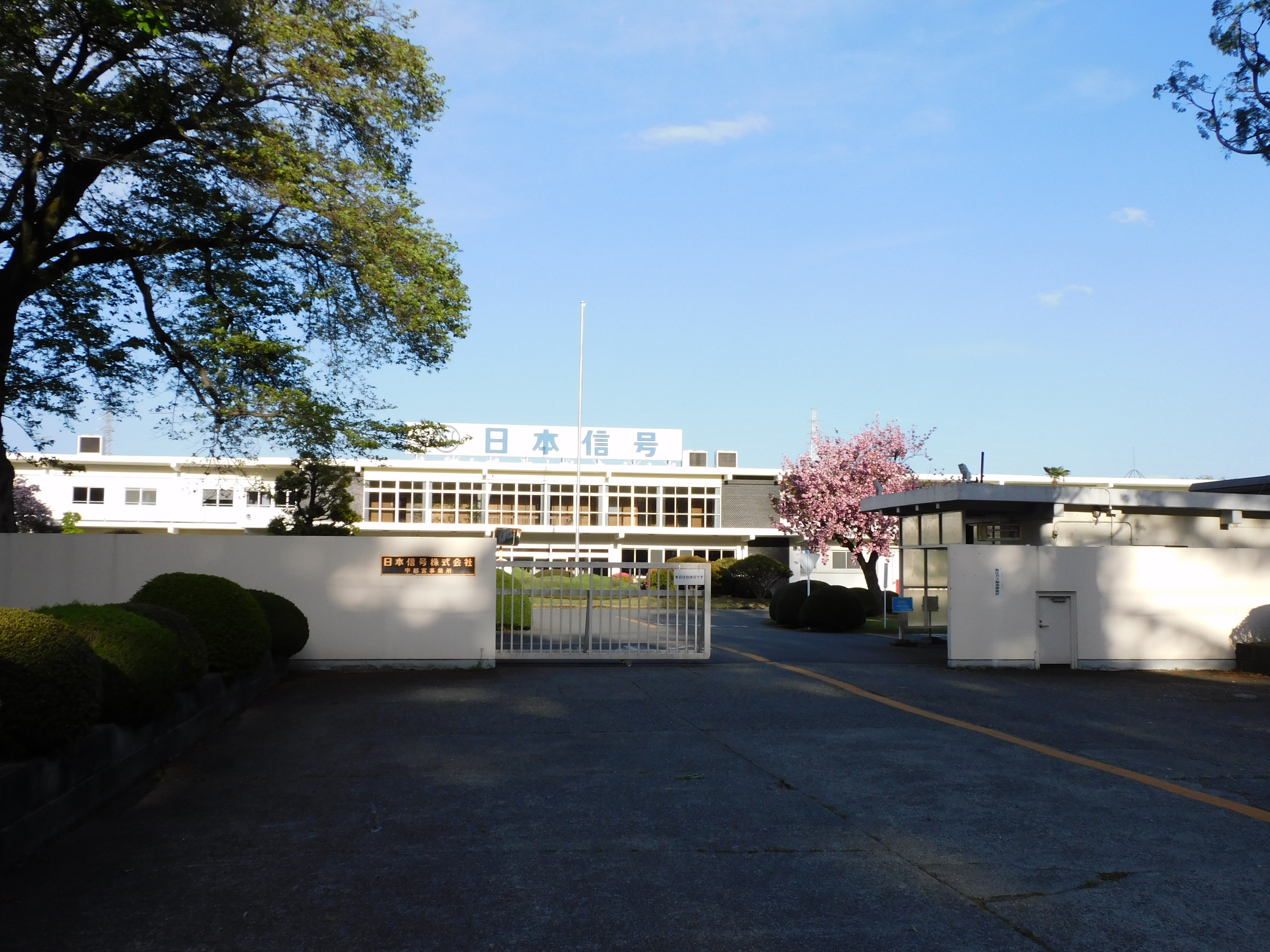
宇都宮事業所

- 本社 - 東京都千代田区
- 大阪支社 - 大阪府大阪市北区
- 北海道支店 - 北海道札幌市中央区
- 東北支店 - 宮城県仙台市青葉区
- 中部支店 - 愛知県名古屋市中村区
- 九州支店 - 福岡県福岡市中央区
- 久喜事業所 - 埼玉県久喜市
- 宇都宮事業所 - 栃木県宇都宮市
- 上尾工場 - 埼玉県上尾市

## 関連会社

### 国内
- 日信電子サービス株式会社 - 東京都墨田区
- 日信電設株式会社 - 埼玉県さいたま市浦和区
- 日信工業株式会社 - 栃木県下都賀郡野木町[注 2]
- 札幌日信電子株式会社 - 北海道札幌市豊平区
- 仙台日信電子株式会社 - 宮城県仙台市若林区
  - 当社の子会社であったが、2004年5月より日信電子サービスの子会社化（当社から見ると孫会社）された。
- 山形日信電子株式会社 - 山形県長井市
- 三重日信電子株式会社 - 三重県津市
- 福岡日信電子株式会社 - 福岡県福岡市西区
- 栃木日信株式会社 - 栃木県下都賀郡野木町
- 日信興産株式会社 - 埼玉県さいたま市中央区
- 日信ソフトエンジニアリング株式会社 - 埼玉県久喜市
- 日信特器株式会社 - 大阪府岸和田市
- 朝日電気株式会社 - 神奈川県川崎市中原区
- 日信テクノエンジニアリング株式会社 - 埼玉県久喜市
- 日信キャリアサービス株式会社 - 埼玉県久喜市
- 日信ITフィールドサービス株式会社 - 東京都千代田区
- サーキットテクノロジー株式会社 - 埼玉県さいたま市中央区
- 北明電気工業株式会社 - 北海道札幌市白石区

### 海外
- 北京日信安通貿易有限公司 - 北京市

## 同社製品のトラブル
2006年（平成18年）12月1日未明、東日本旅客鉄道（JR東日本）・東京モノレールに各駅設置した自動改札機でSuicaを使用できなくなるトラブルがあったほか、2007年（平成19年）10月12日朝には首都圏のJR、私鉄、地下鉄各社局など660以上の駅において、始発から日本信号の自動改札機のみ作動しなくなるトラブルが発生した。詳細は自動改札機#トラブルにて。
この影響で当社の株価が一時大幅に下がった。このトラブルとは直接関係ないものの、自動改札機を製造しているメーカーのひとつであるオムロンの株価も下がった。
また、2007年10月18日には日本信号製の窓口処理機や精算印刷発行機に不具合が発生し、東京メトロ・東武鉄道・ゆりかもめ・東葉高速鉄道・埼玉高速鉄道の5社、65駅101台が使用不能となった。日本信号は原因が前回と同じであることを認め、前回の異常時に窓口処理機のプログラムも検証したが不十分であったと説明した。